# Milo Hrnić
Milo Hrnić (* 3. Februar 1946 in Dubrovnik; † 16. September 2023) war ein kroatischer Popsänger. Er veröffentlichte 20 Alben und mehr als 200 Lieder. Drei Mal gewann er das Unterhaltungsmusikfestival in Split (1982, 1983, 1987). Hrnić war verheiratet und aus der Ehe stammen zwei Söhne.

## Diskografie
- 1980: Milo
- 1981: Samo ti
- 1982: Lutaj pjesmo moja
- 1983: Potraži me
- 1984: Zagrli me jače
- 1985: S tobom sam jači
- 1987: Pozovi me
- 1988: Ja neću takav život
- 1989: Tvoja mati je legla da spava
- 1990: Sad sam opet svoj na svome
- 1992: Biser Hrvatski
- 1993: 20 mojih uspjeha
- 1994: Na kominu moga ćaće
- 1997: Sve me tebi zove
- 1999: Vrijeme ljubavi
- 2007: Zlatna kolekcija
- 2008: Za sva vremena